# Unione Aragonese
L'Unione Aragonese (in aragonese: Chunta Aragonesista) è un partito politico spagnolo, operativo nella comunità autonoma dell'Aragona, fondato nel 1986; fino al 1989 era designato con la denominazione di Unión Aragonesista - Chunta Aragonesista.
Il partito si caratterizza come una forza politica socialista, ecosocialista e autonomista.

## Risultati
| Elezione      | Voti                             | %                                | Seggi   |
| ------------- | -------------------------------- | -------------------------------- | ------- |
| Europee 1987  | In Sinistra dei Popoli           | In Sinistra dei Popoli           | 0 / 60  |
| Europee 1989  | In Sinistra dei Popoli           | In Sinistra dei Popoli           | 0 / 64  |
| Generali 1989 | 3.156                            | 0,02                             | 0 / 350 |
| Generali 1993 | 6.344                            | 0,03                             | 0 / 350 |
| Europee 1994  | N.D.                             | N.D.                             | 0 / 64  |
| Generali 1996 | 49.739                           | 0,20                             | 0 / 350 |
| Europee 1999  | In I Verdi - Sinistre dei Popoli | In I Verdi - Sinistre dei Popoli | 0 / 64  |
| Generali 2000 | 75.356                           | 0,33                             | 1 / 350 |
| Generali 2004 | 94.252                           | 0,36                             | 1 / 350 |
| Europee 2004  | In Europa dei Popoli             | In Europa dei Popoli             | 0 / 54  |
| Generali 2008 | 38.202                           | 0,15                             | 0 / 350 |
| Europee 2009  | In Europa dei Popoli - Verdi     | In Europa dei Popoli - Verdi     | 0 / 50  |
| Generali 2011 | In Sinistra Plurale              | In Sinistra Plurale              | 1 / 350 |